# الذروة الجليدية الأخيرة

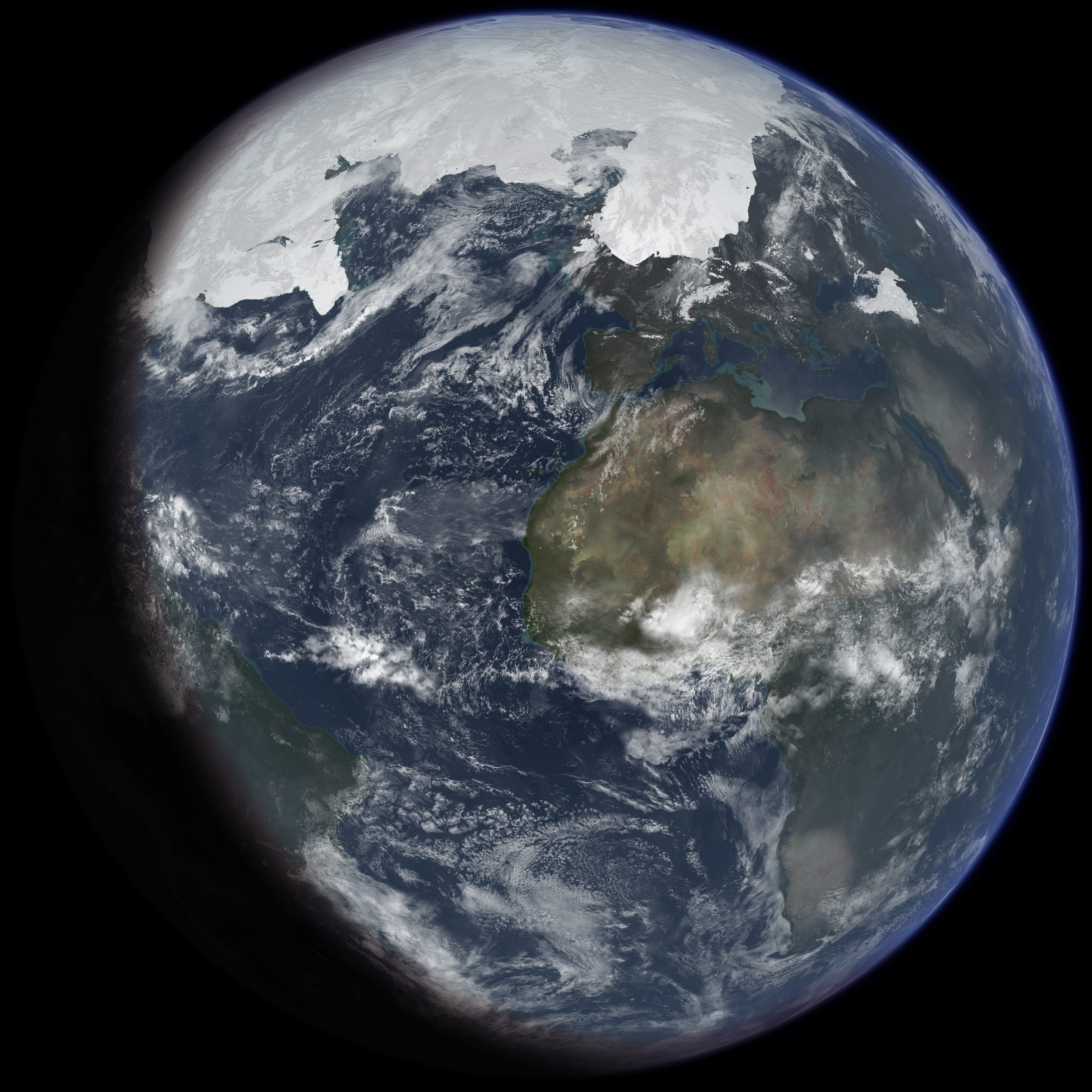
انطباع فنان عن آخر أقصى تجلد

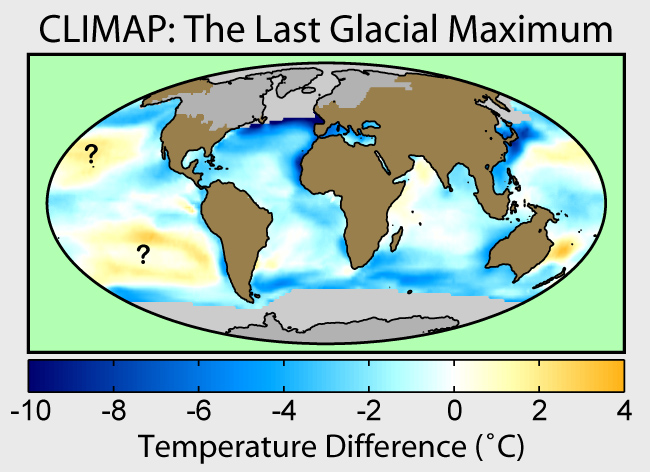
خريطة تغييرات درجة حرارة سطح البحر وتوسع الجليد خلال آخر أقصى تجلد وفقًا لمشروع CLIMAP

الذروة الجليدية الأخيرة كانت آخر حقبة في تاريخ الأرض المناخي خلال العصر الجليدي الأخير، عندما بلغت الصفائح الجليدية أقصى مساحاتها. حينئذ غطت صفائح جليدية مديدة معظم أمريكا الشمالية وأوروبا الشمالية وآسيا، فأثرت في مناخ الأرض تأثيرًا هائلًا، إذ سببت جفافًا وتصحُّرًا وانخفاضًا كبيرًا في مستوى سطح البحر. ذكر بيتر كلارك وغيره أن توسُّع الصفائح الجليدية بدأ من 33,000 سنة، حتى بلغ ذروته بين 26,500 و 19,000 قبل الحاضر، حيث بدأت الصفائح تذوب وتتراجع تدريجيًّا في نصف الأرض الشمالي، مسبِّبةً ارتفاعًا مفاجئًا في مستوى سطح البحر. ذابت الصفائح الجليدية في غرب أنتاركتيكا قبل نحو 14,000–15,000 عام، فحدث ارتفاع مفاجئ آخر في مستوى سطح البحر قبل نحو 14,500 عام.
يُشار إلى الذروة الجليدية الأخيرة في بريطانيا بمصطلح «استاديّ ديملنجتون»، وأرّخها نيك أشتون بين 31,000 و 16,000 قبل الحاضر. هذه الحقبة في علم الآثار الخاص بالعصر الحجري القديم الأوروبي تَضُم الثقافات الأوريغناكية والغرافيتية والسولوترية والمجدلينية والبريغوردية. جاء بعد هذه الحقبة حقبة «أواخر العصر الجليدي».

## المناخ الجليدي

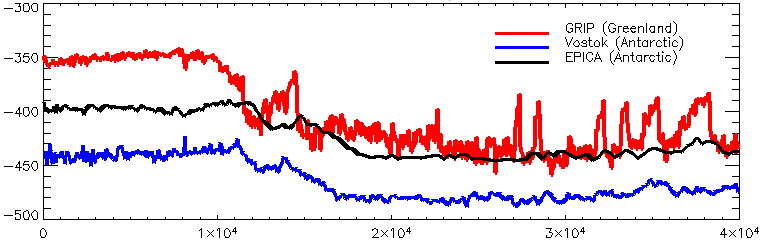
رسم بياني يُظهر نتائج تحليل نوى الجليد في جرينلاند باستخدام قياسات التراكيب الكيميائية d-D و d-O-18 خلال الـ 40,000 عامًا الأخيرة.

جاء في فيديو «بلو ماربل 3000» (فيديو نشرته جامعة زيوريخ للعلوم التطبيقية) أن متوسط درجات الحرارة نحو 19,000 قبل الميلاد (قبل نحو 21,000 من الحاضر) كانت 9 درجات مئوية (48.2 بالفهرنهايت)، وهذا أقل بنحو 6 درجات مئوية (10.8 بالفهرنهايت) من متوسط درجات 2013-2017.
ذكر الماسح الجيولوجي الأمريكي أن الجليد الصيفي غطى في الذروة الجليدية الأخيرة 8% من سطح الأرض، و 25% من البر، وأن مستوى سطح البحر كان 125 مترًا (410 أقدام)، أي أقل من مستوى 2012. بلغ متوسط درجات الحرارة العالمية في 2013-2017: 15 درجة مئوية (58.9 بالفهرنهايت). في 2012 غطى الجليد نحو 3.1% من سطح الأرض و10.7% من البر على مدار العام.
يتطلب تكوُّن الصفائح الجليدية أو الأغطية الجليدية بردًا وهطول ثلج لفترة طويلة. ولذا ظلت آسيا الشرقية بلا جليد –إلا في المرتفعات–، على رغم تقارُب درجات حرارتها ودرجات المناطق المتجلدة في أوروبا وأمريكا الشمالية. فالصفائح الجليدية في أوروبا كانت تكوِّن فوقها أعاصير عكسية.

## التأثير العالمي
في الذروة الجليدية الأخيرة كان أغلب العالم باردًا جافًّا غير صالح للسكن، متكرر العواصف، غباريّ الغلاف الجوي. غباريّة الغلاف الجوي سمة غالبة على العصور الجليدية، وقد كانت مستويات الغبار حينئذ أكبر منها الآن بنحو 20–25 ضعفًا. كان هذا لعدة عوامل على الأرجح: تراجُع الغطاء النباتي، واشتداد العواصف العالمية، ونقصان هطول الأمطار التي تُصفي الغلاف الجوي من الغبار. كانت الصفائح الجليدية المديدة قد حجبت الماء، فقل مستوى سطح البحر، وانكشفت المنحدرات القارية، فاتصلت الكتل الأرضية، ونشأت سهول ساحلية مديدة. في الذروة الجليدية الأخيرة قبل 21,000 عام بلغ مستوى سطح البحر نحو 125 مترًا (410 أقدام)، أي أقل من المستوى الحالي.

### أوروبا
كان معظم شمال أوروبا متجلدًا، وكانت الحدود الجنوبية للصفائح الجليدية ممتدة عبر ألمانيا وبولندا. وامتد هذا الجليد شمالًا فغطى سفالبارد وأرخبيل فرنسوا جوزيف، وامتد أيضًا إلى الشمال الشرقي فغطى بحر بارنتس وبحر كارا ونوفايا زيمليا، وانتهاء بشبه جزيرة تايميار.
وفي شمال غرب روسيا بلغت الصفيحة الجليدية الفينوسكندية ذروتها الأخيرة قبل 17 ألف سنة (بتأخر 5,000 سنة عن الدنمارك وألمانيا وبولندا الغربية). خارج الحاجز البلطيقي –وفي روسيا خصوصًا– كانت الحدود الجليدية للصفيحة الفينوسكندية شديدة التفصص، وقد نشأت أكبر فصوص الذروة الجليدية الأخيرة في روسيا عند أحواض أنهار دفينا وفولوغدا ورايبانسك تباعًا. ونشأتها كانت نتيجة تكوّن الجليد في المنخفضات الطبوغرافية الضحلة التي تغطيها طبقات رقيقة من الرواسب.
تغطت أوروبا بتربة صقيعية جنوب الصفيحة الجليدية، تربة امتدت جنوبًا إلى حيث مدينة سيجد المجرية حاليًّا. وغطى الجليد آيسلندا كلها، وكل الجزر البريطانية ما عدا إنجلترا الجنوبية. لم تكن بريطانيا حينئذ إلا شبه جزيرة أوروبية، فقد غطى الجليد شمالها كله، وكان جنوبها صحراء قطبية.

### آسيا
غطت صفائح جليدية المكان الذي هو التبت حاليًّا (لكن ما زال النقاش دائرًا بين العلماء حول مدى الجليد الذي تغطَّت به مرتفعات التبت)، وبلتستان ولداخ. وأما في جنوب شرق آسيا فتشكلت عدة أنهار جليدية جبلية صغيرة، وغطت التربة الصقيعية جنوب آسيا إلى حد منطقة بكين.